# Station Coussac-Bonneval
Station Coussac-Bonneval is een spoorwegstation in de Franse gemeente Coussac-Bonneval.